# Villa Savoye
Villa Savoye è una residenza privata situata a Poissy nella banlieue parigina, progettata dall'architetto svizzero Le Corbusier, maestro dell'architettura razionalista, e da Pierre Jeanneret, costruita tra il 1928 e il 1931 su commissione di Pierre Savoye. Si tratta del manifesto più conosciuto del movimento moderno e in particolare del cubismo architettonico. È tra i monumenti considerati patrimonio del XX secolo dal CMN (Centre des monuments nationaux).

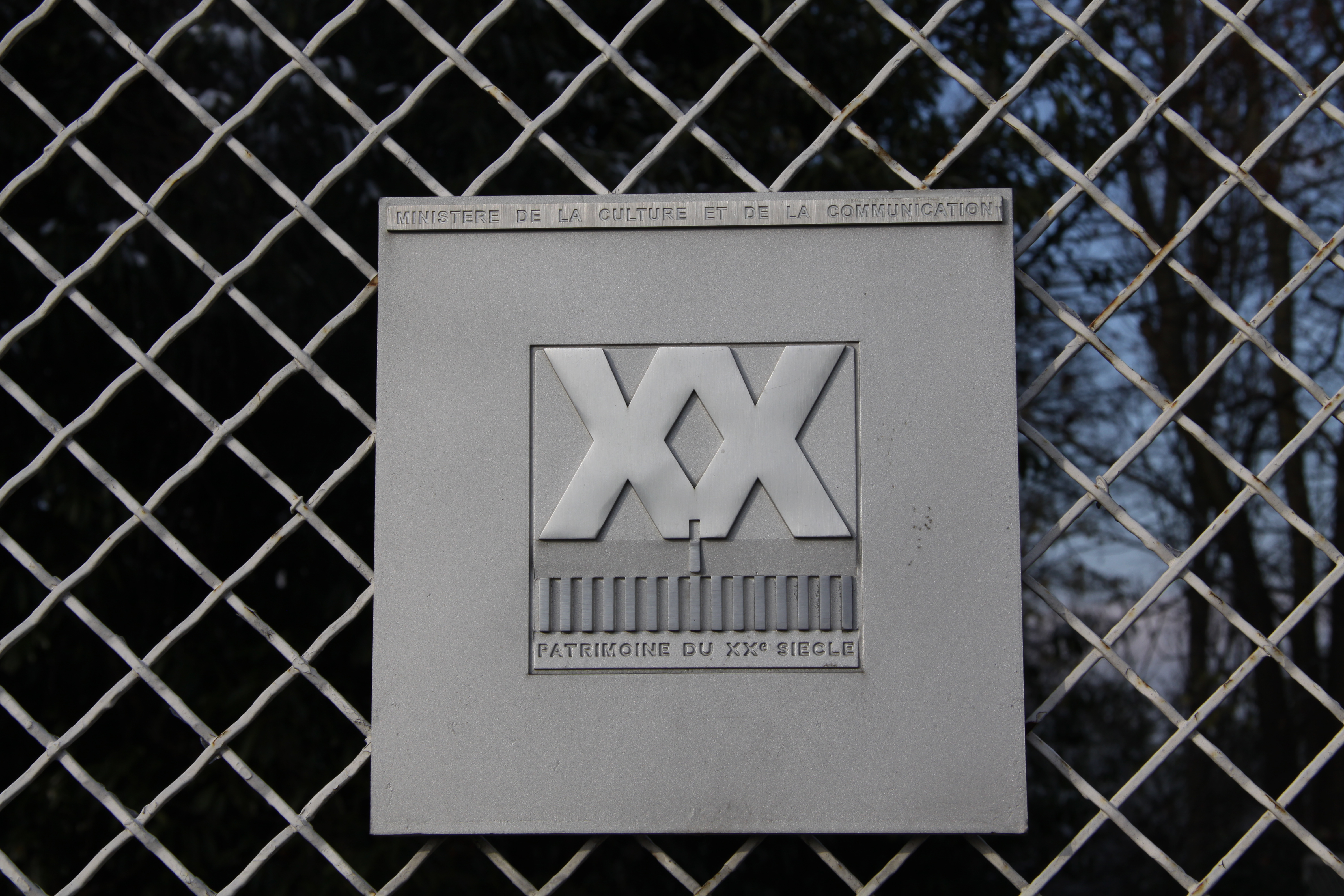
Insegna che indica l'appartenenza di villa Savoye alla lista dei monumenti architettonici francesi.

## Storia
Pierre Savoye, broker assicurativo, socio del gruppo Gras-Savoye, marito di Emilie Savoye e padre di Roger Savoye, nel 1928 commissionò a Charles-Eduard Jeanneret (noto come Le Corbusier) e Pierre Jeanneret il progetto di una residenza dove trascorrere il fine settimana con la famiglia. La costruzione ebbe inizio nel febbraio del 1929 e l'abitazione venne conclusa nel 1931 con l'aggiunta del sistema di riscaldamento, diventando la seconda residenza dei Savoye. L'iter progettuale e costruttivo, come di consueto in Le Corbusier, fu abbastanza tortuoso, in quanto il preventivo iniziale di 785.060 franchi si rivelò sin da subito essere troppo esoso.
Le difficoltà e le tensioni sorte in fase progettuale, tuttavia, permasero anche una volta terminata la costruzione di villa Savoye, che incominciò ben presto ad accusare difetti tecnici nefasti. Quando la famiglia incominciò ad abitare per brevi periodi la casa, soprattutto d'autunno, nacquero infatti diverse difficoltà, dovute alle infiltrazioni dal soffitto, agli spifferi causati dallo scarso isolamento delle grandi finestre e ai rumori dovuti al tremolio dei vetri dei lucernari, oltre che dalla formazione di condensa, dovuta all'eccessiva umidità e all'insufficienza tecnica dell'impianto di riscaldamento. 
Da alcune lettere di Madame Savoye a Le Corbusier si colgono chiare lamentele al riguardo: «il ticchettio della pioggia è infernale e non ci lascia dormire» o, in un'altra lettera: «Piove nell'atrio, piove sulla rampa e il muro del garage è completamente impregnato d'acqua. Quel che è peggio, continua a piovere nella mia stanza da bagno, che resta allagata ogni volta che fa mal tempo». I Savoye continuarono a vivere nella casa, che si dimostrò inabitabile, fino al 1940.
Dopo l'abbandono dell'abitazione da parte dei Savoye quest'ultima incominciò a essere afflitta da un'inarrestabile serie di deterioramenti e degradi. Durante la seconda guerra mondiale i tedeschi e in seguito gli alleati occuparono l'edificio, che subì notevoli danni; i primi addirittura stabilirono i loro depositi per il fieno all'interno dell'abitazione. Nel 1958 la città di Poissy espropriò gli otto ettari di terreno appartenenti alla famiglia Savoye, utilizzandone una parte, non occupata dalla casa lecorbusierana ormai abbandonata, per costruire un liceo. Dovettero intervenire Le Corbusier e altri architetti per impedire la demolizione di casa Savoye negli anni successivi, fino a quando lo stato francese, nel 1963, acquisì la proprietà dal municipio e provò a recuperarla con un primo tentativo firmato dall'architetto Jean Debuisson.
Nel 1965 la Maison Savoye, quando Le Corbusier era ancora in vita, fu inserita nella lista dei monumenti storici francesi in virtù del suo valore architettonico. Nel 1985 ebbe invece inizio un secondo restauro diretto dall'architetto Jean-Louis Veret che terminò nel 1997 che interessò il calcestruzzo, ormai deteriorato dal tempo, l'installazione di un nuovo sistema d'illuminazione e di una serie di telecamere di sorveglianza, e il ripristino di diversi infissi e arredi interni.

### I cinque principi dell'architettura moderna
Come un oggetto posato sull'erba di una collinetta nella valle della Senna, la Villa Savoye non arreca alcun disturbo alla natura circostante, spiega Le Corbusier nel descrivere l'opera, che sorge appunto integrandosi con il paesaggio, e dialoga con esso attraverso la plasticità delle sue forme “a reazione poetica” e i percorsi che uniscono lo spazio interno ed esterno.
La posizione periferica di Villa Savoye rispetto a Parigi comportava l'utilizzo dell'auto per la famiglia Savoye e Le Corbusier realizzò tutta la struttura a partire dal piano terra come per accogliere l'auto dei due coniugi; la curvatura del garage e dell'ingresso principale non è altro che il risultato di questa scelta.
L'opera risponde ai cinque principi dell'architettura moderna elaborati da Le Corbusier: 
1. Il plan libre o pianta libera, che si individua dalla totale mancanza di setti murari portanti e dalla grande elasticità nella progettazione delle chiusure verticali, portate agevolmente dallo scheletro di cemento armato.
2. I pilotis o pilastri, che reggono il volume principale e lo rendono sospeso e libero di elevarsi funzionalmente alle necessità della “famiglia moderna Savoye”. I pilastri infatti creano un comodo percorso di accesso all'abitazione, svuotando il piano terra dai setti murari portanti e garantendo il posizionamento di un garage al centro del piano.
3. La façade libre o facciata, indipendente dalla struttura, che come per le pareti perimetrali del primo piano si spoglia della sua funzione portante per incarnare una realtà architettonica moderna e razionale, composta di elementi verticali atti a ospitare vuoti o pieni a piacimento del progettista.
4. La fenêtre en longueur o finestra in lunghezza, che in Villa Savoye percorre quasi tutti i quattro prospetti e divide con un taglio netto le pareti perimetrali del primo piano, permettendo uno straordinario incremento dell'illuminazione naturale degli ambienti, oltreché un'ampia visuale verso l'esterno.
5. Il toit terrasse o terrazzo giardino, che grazie ai solai in cemento armato non pesa sulla struttura sottostante, ma anzi funge da coibente e garantisce agli ambienti del primo piano una maggiore frescura d'estate e un buon isolamento d'inverno. Il terrazzo ospita oltre a un giardino coltivabile anche un solarium protetto da una parete tagliavento che riprende la forma delle curve al piano terra.

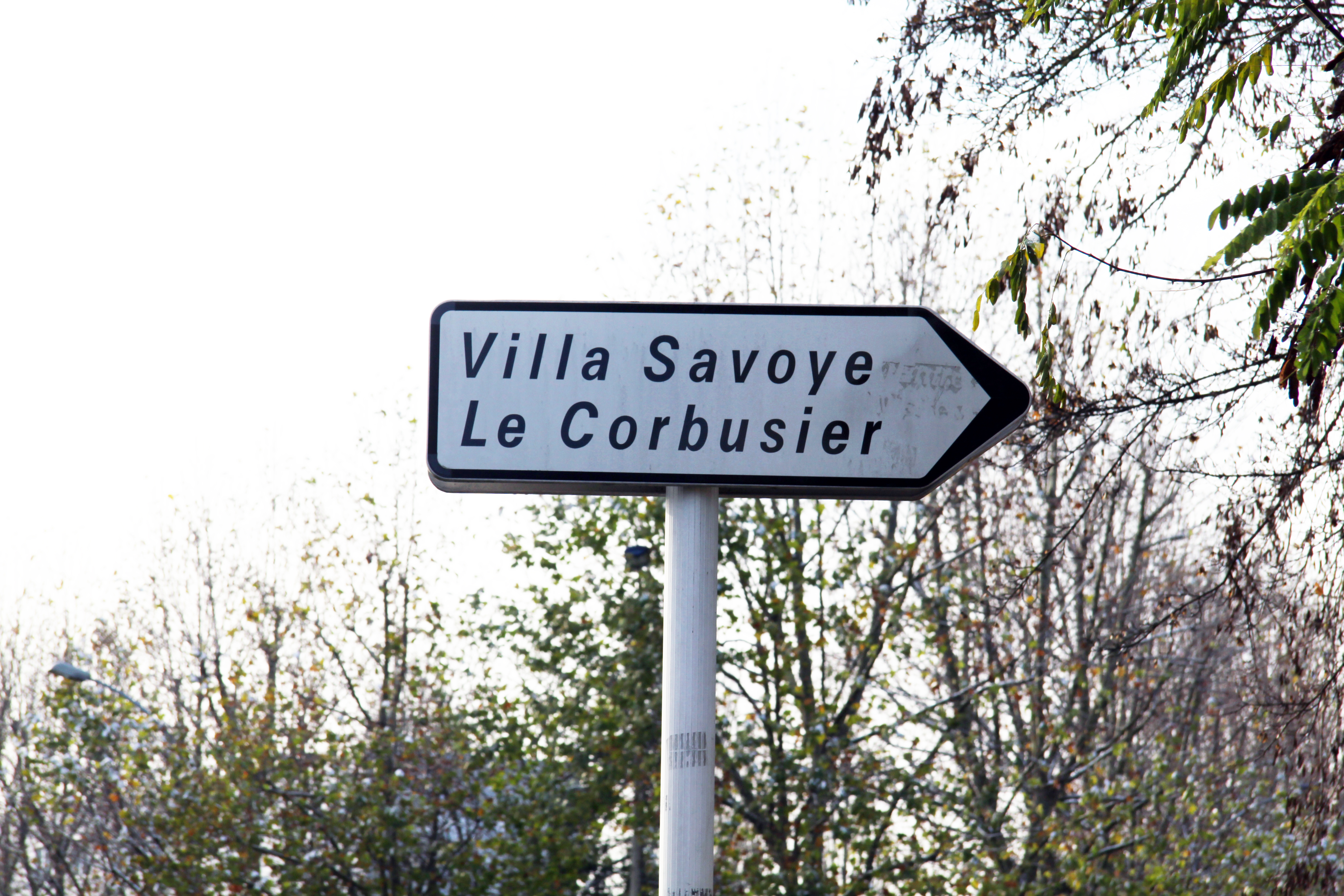
Cartello stradale in Rue de Villiers.

### Costi e valore storico-culturale
Il costo del solo edificio, stimato anticipatamente nel febbraio del 1929, si aggirava intorno al mezzo milione di franchi. Durante la realizzazione, a causa dell'aumento non preventivato dei costi, vennero eseguiti diversi cambiamenti al progetto, che giunse a essere pagato intorno agli ottocentomila franchi una volta divenuto definitivo nel giugno 1929. Il progetto definitivo nell'ipotesi di un abbassamento dei costi fu leggermente modificato rispetto a quello originale che prevedeva una maglia con interassi di cinque metri tra pilastro e pilastro, consentendo così al committente un risparmio di superficie del 10% con l'eliminazione del secondo piano, e il mantenimento degli obiettivi richiesti nel primo progetto.
La loggia del giardiniere è il primo esempio di casa unifamiliare minima; per risparmiare non doveva essere costruita ma alla fine fu realizzata rientrando nel budget dei Savoye.
Le Corbusier aveva ipotizzato di utilizzare il progetto di Villa Savoye per lo sviluppo urbanistico di Buenos Aires, immaginando una serie di unità abitative molto simili alla villa e posizionate in serie all'interno di una lottizzazione a forma di albero.
Il suo valore attuale non è più stimabile poiché rientra nel patrimonio tutelato dal ministero della cultura e della comunicazione francese ed è uno dei beni architettonico-monumentali proposto dal CMN (Centre des monuments nationaux) come candidato a essere patrimonio culturale UNESCO.

## Articolazione interna

### La rampa, la scala e i corridoi
Il vestibolo denuncia chiaramente i due elementi architettonici di distribuzione verticale che caratterizzano la villa Savoye: la rampa, posta in lieve pendenza, e le scale a chiocciola. 
La rampa: è l'elemento di sezione del volume principale che con decisione spezza il primo piano in una parte interna e una esterna e crea, attraverso il salto di quota, un percorso verticale che connette gli spazi e irrompe nella modalità di fruizione e percezione del visitatore. Esempio e rappresentazione fisica del concetto di “promenade architecturale”, spesso utilizzato da Le Corbusier per indicare la sua visione spaziale come metodo di rottura rispetto ai canoni usuali, rigidi e poco vitali, dell'architettura tradizionalista dell'epoca. Con la sua inclinazione attraversa e unisce tutti gli ambienti dell'abitazione, garantisce al visitatore un'esperienza spaziale fluente e continua e rende l'ascesa verticale dell'edificio quasi impercettibile.
La scala a chiocciola: è uno degli archetipi fondamentali dell'architettura di Le Corbusier; in Villa Savoye parte dalla cantina al di sotto del piano stradale e giunge fino al terrazzo, torcendosi come una spirale elicoidale, protetta da un parapetto anch'esso in cemento armato.
I corridoi: al primo piano un corridoio centrale partendo dalla hall all'ingresso, coinvolge un piccolo lavabo dove sciacquarsi le mani appena arrivati e si collega alla rampa centrale, fino ai locali del personale; al secondo piano il corridoio è un filtro stretto e lungo, in una prospettiva che inquadra la stanza progettata per il figlio dei Savoye.

### La struttura e il piano terra
La Villa Savoye nasce da una maglia strutturale di base rettangolare formata da elementi verticali cilindrici (pilotis) posti a un ritmo perimetrale di 4,75 metri l'uno dall'altro e disposti verso l'interno quasi simmetricamente secondo uno schema che favorisce il percorso di un'automobile e consente l'appoggio delle chiusure orizzontali principali. Tutti gli elementi principali, dalle fondamenta ai pilastri ai solai, sono in cemento armato. Di particolare interesse risultano le facciate della villa Savoye, brano tra i più riusciti del cubismo architettonico: se l'edilizia tradizionale, infatti, concepiva un edificio in termini di facciata principale, prospetti laterali e retro, Le Corbusier svuota tale prassi di qualsiasi significato, rendendo quasi identiche le facciate:
(Le Corbusier)
Partendo dal basso si ha un portico coperto, scandito dall'arioso succedersi dei pilotis, e il piano terra, dove troviamo la hall di ingresso, il garage per le automobili, un piccolo alloggio riservato all'autista e alla cameriera, l'appartamento per gli ospiti e i servizi di lavanderia. L'automobile, per la sua formidabile perfezione tecnico-industriale, era particolarmente ammirata da Le Corbusier, il quale la considerava paradigmatica dello sviluppo tecnologico del XX secolo: per questo motivo, una volta giunto a villa Savoye con la propria autovettura, il visitatore può quasi ritualisticamente entrare nell'abitazione dal garage mediante la porta d’ingresso in metallo collocata nel vestibolo del piano terra. La stessa villa rimane influenzata dalle dinamiche motorie dell'automobile, al piano terra, dove vi è l’ingresso, presenta una vetrata industriale il cui arco curvo, dalla notevole sensazione di movimento, è determinato proprio dal raggio di sterzata di un'autovettura.

### Il primo piano

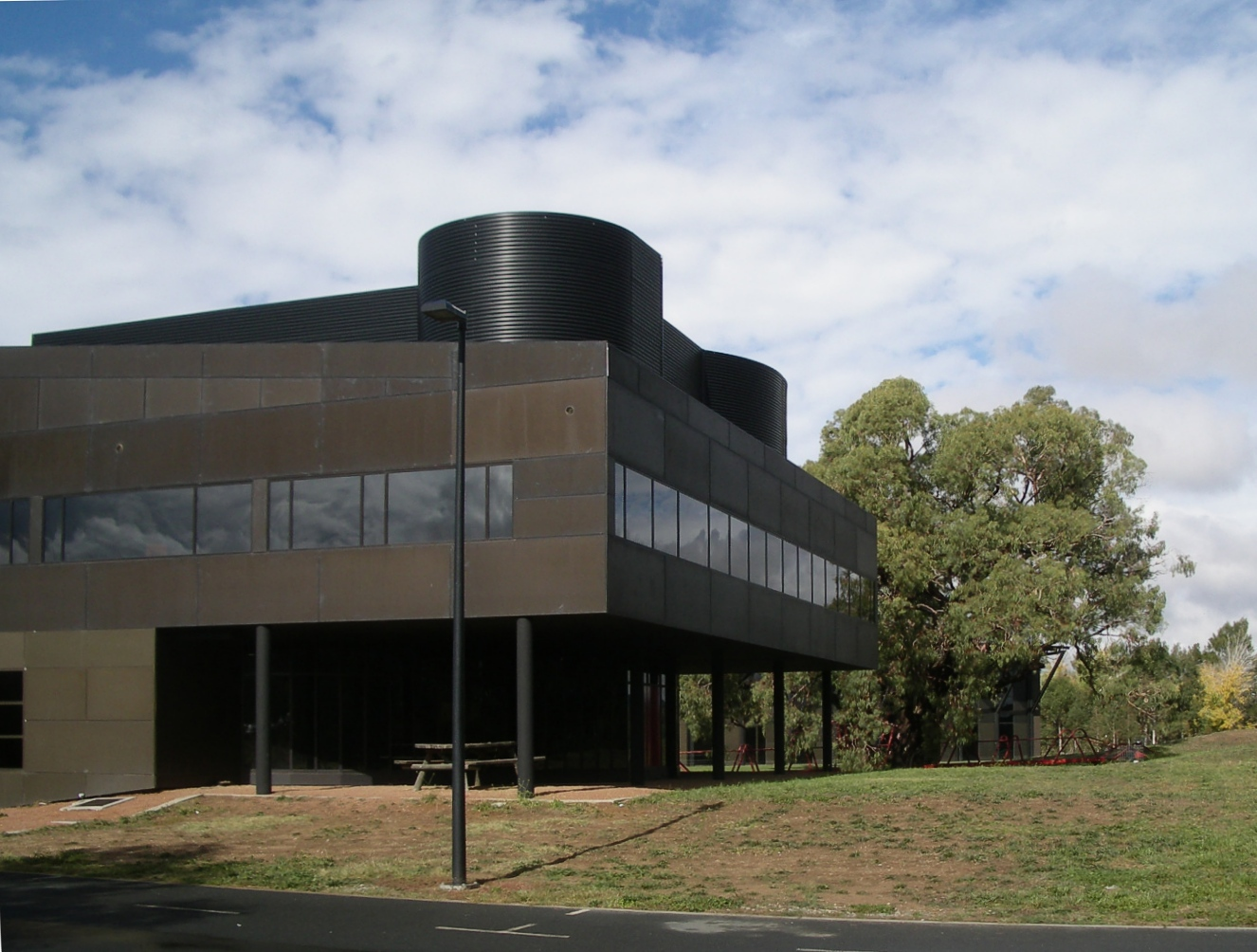
Replica «in nero», sede dell'Institute of Aboriginal and Torres Strait Islander Studies, ubicato a Canberra, in Australia.

Il primo piano come un heures claires (una scatola sospesa), così chiamata dallo stesso Le Corbusier in uno dei suoi scritti del 1930, è un prisma monocolore stereometricamente ben definito, dalla radicale elementarità, avvolto da superfici candide, diafane, e spezzato longitudinalmente dai vuoti delle finestre che, configurandosi come «nastri continui, vitrei e panoramici» (Zevi), incidono a metà ogni prospetto e incentivano l'interazione tra esterno e interno.
(Le Corbusier)
In questo piano si trova la parte “viva” della casa e un giardino pensile da cui poter ammirare gli spazi circostanti. Il parallelepipedo puro, monoprismatico del primo piano, infatti, comprende gli spazi più formali e pubblici: la zona giorno (soggiorno, cucina, salottino), la zona notte (camera degli ospiti, camera del figlio e camera dei genitori) e i servizi (bagno piccolo e bagno grande), e un giardino pensile. La camera da letto padronale ha dimensioni notevoli, ma non eccessive (in linea con la destinazione d'uso di villa Savoye, non dimora stabile, bensì rifugio per i fine settimana estivi), ed è comunicante sia con l'esterno - con l'adozione di fenêtre en longueur - che con il bagno contiguo, dal quale risulta separato solo per mezzo di un'esigua tenda-membrana, la quale non raggiunge neanche il soffitto, a ribadire la continuità vigente tra questi due ambienti. Notevole, nel bagno, il rivestimento con tasselli ceramici smaltati di azzurro, funzionali per il raggiungimento di un'igiene ottimale, e la presenza di una chaise longue, progettata dallo stesso Le Corbusier. La cucina, delimitata da armadi a muro con ante scorrevoli in alluminio, è estremamente compatta, a differenza del soggiorno, che si presenta come l'ambiente più ampio dell'abitazione: è scarsamente arredato e si arricchisce non tanto della mobilia, quanto della visuale sul panorama circostante offerta dalle finestre a nastro, oltre che da un caminetto centrale che conferisce all'intero spazio un carattere intimo, conviviale.

### Il terrazzo
Il piano superiore o terrazzo è il coronamento dell'edificio oltreché la conclusione del percorso della promenade architecturale, senza alcuna barriera architettonica, che parte dal piano terra dove si trova il garage, motore e idea del luogo abitativo, fino a sbarcare tramite una rampa sul solarium, come sul ponte di una nave.
Sulla copertura, infatti, le fantasticherie nautiche di Le Corbusier si fanno più vivide, grazie all'impiego di balaustre di tipo navale in tubolare di acciaio tinto bianco e alla presenza del vano-ciminiera dalla curiosa forma imbutiforme in cui è alloggiata la scala. La rigorosa disciplina formale cui era sottoposto il prisma del primo piano, inoltre, qui si attenua con l'azione dinamica di volumi basati su archi di cerchio e archi ellittici, i quali in una «danza di sagome ondulate»(Zevi) richiamano esplicitamente la rotondità di alcuni dipinti di Le Corbusier come La dame au chat et à la théière (Jeannerette 1928) e sembrano anticipare la futura tensione plastica di un'altra sua opera come la cappella di Ronchamp.
Il toit-terrasse (o terrazzo giardino) qui presente grazie ai solai in calcestruzzo armato non pesa sulla struttura sottostante, ma anzi funge da coibente e garantisce agli ambienti del primo piano, una maggiore frescura d'estate e un buon isolamento d'inverno. Il terrazzo ospita oltre a un giardino coltivabile anche un solarium protetto da una parete tagliavento che riprende la forma delle curve al piano terra.